# Photedes morrisii
Photedes morrisii là một loài bướm đêm trong họ Noctuidae.

## Hình ảnh

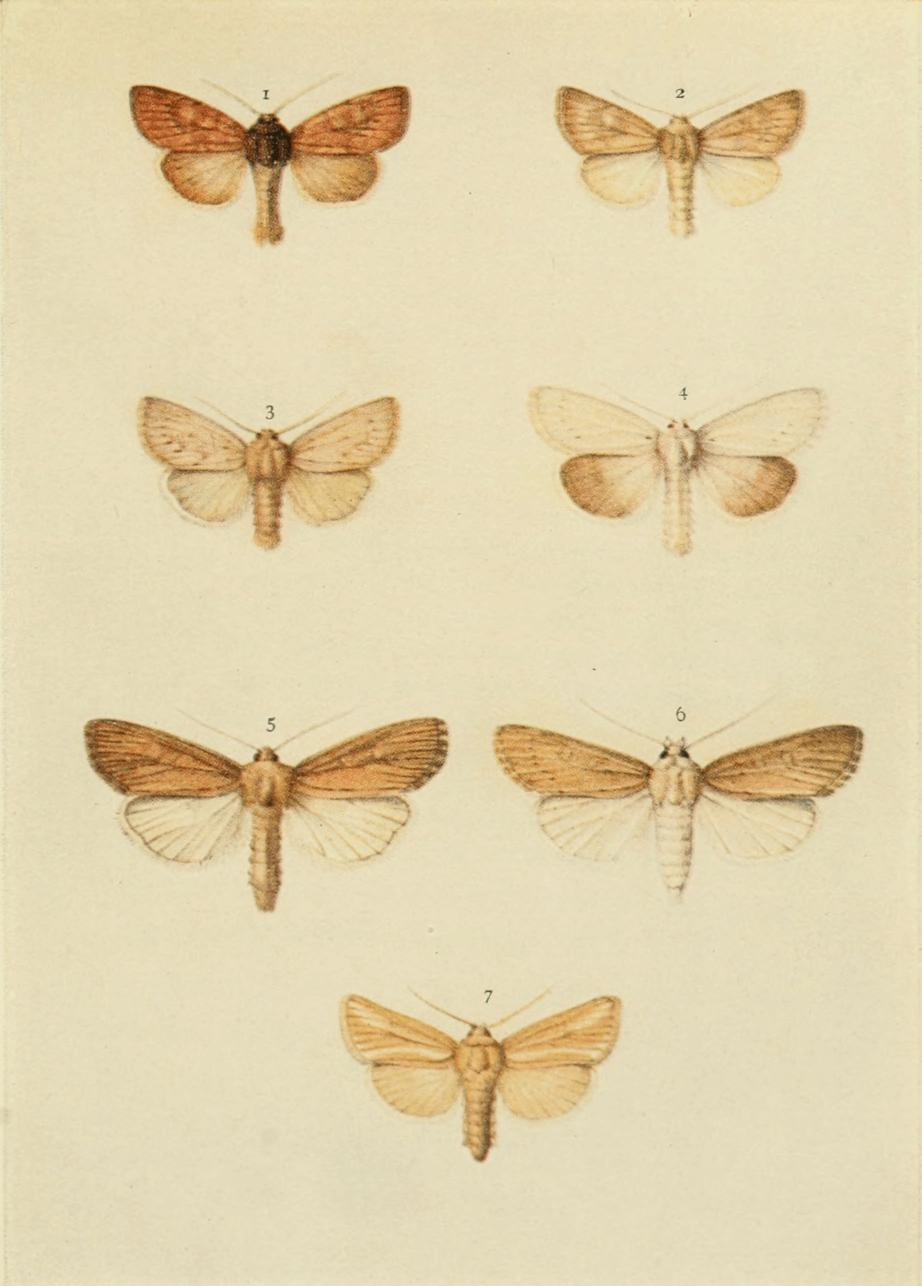